# Sigrid Herzog
Sigrid Herzog (* 30. November 1949) ist eine deutsche Theaterregisseurin.

## Leben
Von 1993 bis 2015 war Herzog Vizedirektorin der Otto-Falckenberg-Schule in München, einer der bedeutendsten Schauspielschulen im deutschsprachigen Raum.
Für die Regisseure Ernst Wendt, Dieter Dorn und Frank-Patrick Steckel arbeitete sie choreografisch-szenisch, seit 1983 ist sie selbst als Regisseurin tätig. 1993/94 drehte sie nach einem Stück von Bernard-Marie Koltès für das ZDF mit Johann von Bülow den Film Die Nacht kurz vor den Wäldern, zu dem sie auch das Drehbuch verfasste.
Sie war von 2000 bis 2010 Lehrbeauftragte für Bühnenbildstudierende an der Universität für Angewandte Kunst in Wien. Seit 2008 unterrichtet sie Schauspiel am Opernstudio der Bayerischen Staatsoper. Zudem leitete sie für das Goethe-Institut und das Auswärtige Amt etliche internationale Theaterworkshops, unter anderem in Kanada, Irland, Ägypten, Venezuela, Togo und der Elfenbeinküste.
Sigrid Herzog ist die Schwester des Regisseurs Werner Herzog.

## Regiearbeiten (Auswahl)

### Oper/Musical
- 2025: Alban Berg: Wozzeck, Mainfrankentheater Würzburg
- 2019: Engelbert Humperdinck: Hänsel und Gretel, Mainfrankentheater Würzburg
- 2016: Wolfgang Amadeus Mozart: Die Entführung aus dem Serail, Mainfrankentheater Würzburg
- 2016: Wolfgang Amadeus Mozart: Die Entführung aus dem Serail, Vorarlberger Landestheater Bregenz
- 2015: Federico García Lorca: Bluthochzeit, Vorarlberger Landestheater Bregenz (Musik: Benedikt Brachtel)
- 2011: Henry Purcell / John Dryden: King Arthur, Theater Augsburg
- 2009: Sigrid Herzog / Matthias Heiling: Waschsalon Wunderlich, Theater Augsburg
- 1985: Jérôme Savary: Vom dicken Schwein, das dünn werden wollte, Theater Bremen

### Schauspiel
- 2024: Wolf Erlbruch / Nora Dirisamer: Ente, Tod und Tulpe, Mainfrankentheater Würzburg
- 2024: Gotthold Ephraim Lessing: Emilia Galotti, Mainfrankentheater Würzburg
- 2021: Nimrod Danishman: Grenzen, Mainfrankentheater Würzburg
- 2020: Joseph Roth: Hiob, Mainfrankentheater Würzburg
- 2017: William Shakespeare: Was ihr wollt, Mainfrankentheater Würzburg
- 2014: Gotthold Ephraim Lessing: Emilia Galotti, Vorarlberger Landestheater Bregenz
- 2011: Molière: Tartuffe, Theater Augsburg
- 2009: Henrik Ibsen: Die Wildente, Theater Augsburg
- 2008: Yasmina Reza: Der Gott des Gemetzels, Theater Augsburg
- 1992: Tennessee Williams: Endstation Sehnsucht, Staatstheater Wiesbaden
- 1991: Tennessee Williams: Die tätowierte Rose, Volkstheater Wien
- 1989: Herbert Achternbusch: Mein Herbert, Theater Freiburg
- 1989: Botho Strauß: Big and little, Harbourfront Theatre Toronto
- 1988: Herbert Achternbusch: Der Frosch, Münchner Kammerspiele (mit Tobias Moretti als Frosch)
- 1987: Elie Wiesel: Der Prozess von Schamgorod, Theater Freiburg (Deutsche Erstaufführung)
- 1987: Herbert Achternbusch: The frog, Theater Seven Stages Atlanta (Amerikanische Erstaufführung)
- 1986: Athol Fugard: Aussagen nach einer Verhaftung auf Grund des Gesetzes gegen Unsittlichkeit, Theater Bremen
- 1983: Bernard-Marie Koltès: Die Nacht kurz vor den Wäldern, Studiotheater München / Münchner Theaterfestival (Deutsche Erstaufführung)

### Film
- 1993/94: Die Nacht kurz vor den Wäldern, ZDF; Drehbuch und Regie